# Tallero del Meclemburgo
Il tallero (in tedesco Thaler) è stata la moneta dei due ducati, poi granducati, di Meclemburgo-Schwerin e di Meclemburgo-Strelitz fino al 1857, quando fu sostituito dal Vereinsthaler alla pari.
Dal 1848 aveva lo stesso valore del tallero prussiano.
Il tallero era suddiviso in 48 Schilling, ognuno di 12 Pfennig.